# چوکره
چوکره (به لاتین: Çokərə) یک منطقه مسکونی در جمهوری آذربایجان است که در شهرستان لریک واقع شده است. چوکره ۲۸ نفر جمعیت دارد.